# 8716-os busz
A 8716-os jelzésű autóbusz Tata, autóbusz-állomás és Baj, borkóstoló között közlekedik. A járatot a MÁV Személyszállítási Zrt. üzemelteti.

## Megállóhelyei
| 0  | Tata, autóbusz-állomás végállomás      | 14 | Helyben: *Helyi járat nyári tanszünetben: 3, 5A, 5AF, 5FA 804, 814, 8400, 8402, 8406, 8462, 8463, 8465, 8466, 8467, 8472, 8479, 8574, 8587, 8594, 8700, 8706, 8726, 8727, 8736, 8740 1824, 1841, 1850 Május 1 úton: *Helyi járat tanítási időszakban: 1, 1M, 1R, 1T, 2, 4, 4T, 5, 5T, 6, 6T, 7, 7A, 8, 8B, 9, 9M *Helyi járat nyári tanítási szünetben: 1, 1M, 1R, 1T, 2G, 5, 5AF, 5FA, 5T, 7, 7A, 8, 9, 9M |
| 1  | Tata, városközpont                     | 13 | 1, 1M, 1R, 1T, 2, 4, 4T, 5, 5T, 6, 7, 7A, 8, 8B, 9, 9M Helyi járat nyári tanítási szünetben: 1, 1M, 1R, 1T, 2G, 5, 5A, 5AF, 5FA, 5T, 7, 7A, 8, 9, 9M 804, 814, 8400, 8406, 8462, 8463, 8465, 8466, 8467, 8472, 8700, 8706 1824, 1841 |
| 3  | Tata, Kristály Szálló                  | 11 | Helyi járat tanítási időszakban: 4, 4T, 5, 5T, 6, 6T Helyi járat nyári tanítási szünetben: 5, 5A, 5AF, 5FA, 5T 804, 814, 8400, 8462, 8463, 8465, 8466, 8467, 8472, 8479 1824, 1841, 1850 |
| ∫  | Tata (Tóvároskert), baji elágazás      | 10 | Helyi járat tanítási időszakban: 4, 4T, 5, 5T, 6, 6T Helyi járat nyári tanítási szünetben: 5, 5A, 5AF, 5FA, 5T |
| 5  | Tata (Tóvároskert), edzőtábor          | 9  | Helyi járat tanítási időszakban: 4, 4T, 5, 5T, 6, 6T Helyi járat nyári tanítási szünetben: 5, 5A, 5AF, 5FA, 5T |
| 7  | Tata (Tóvároskert), vasúti megállóhely | 6  | Helyi járat tanítási időszakban: 4, 4T, 5, 5T, 6, 6T Helyi járat nyári tanítási szünetben: 5, 5A, 5AF, 5FA, 5T S10 G10 |
| 10 | Baj, újtelep                           | 4  | |
| 11 | Baj, községháza                        | 3  | |
| 13 | Baj, Szőlőhegy                         | 1  | |
| 14 | Baj, borkóstoló végállomás             | 0  | |